# Tegenaria fuesslini
Tegenaria fuesslini är en spindelart som beskrevs av Pietro Pavesi 1873. Tegenaria fuesslini ingår i släktet husspindlar, och familjen trattspindlar. Inga underarter finns listade i Catalogue of Life.